# Il paradiso dell'uomo
Il paradiso dell'uomo è un film del 1963, diretto da Susumu Hani e Giuliano Tomei, conosciuto anche col sottotitolo "Giappone proibito".